# Seznam kyjevských patriarchů

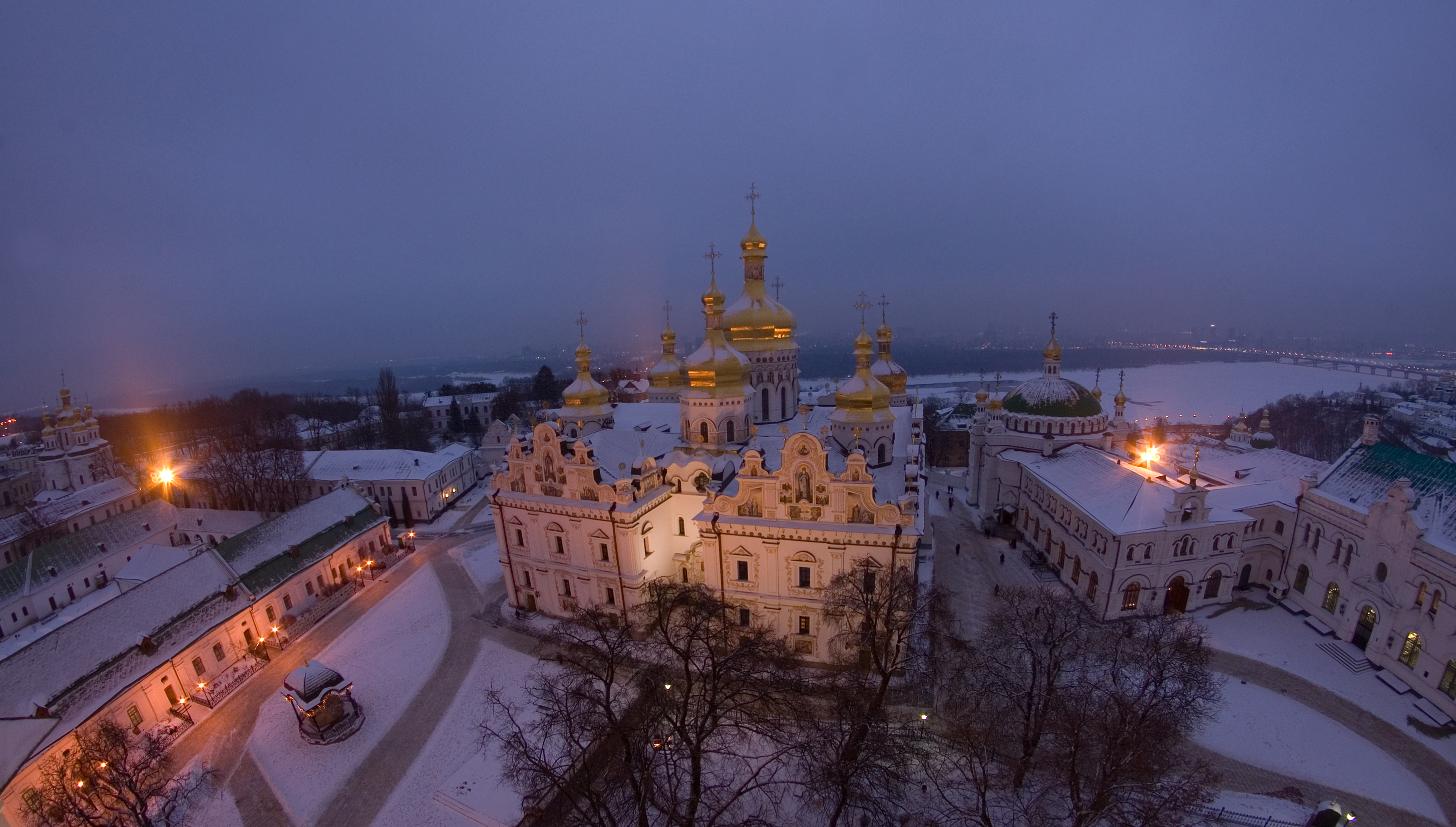
Kyjevskopečerská lávra.

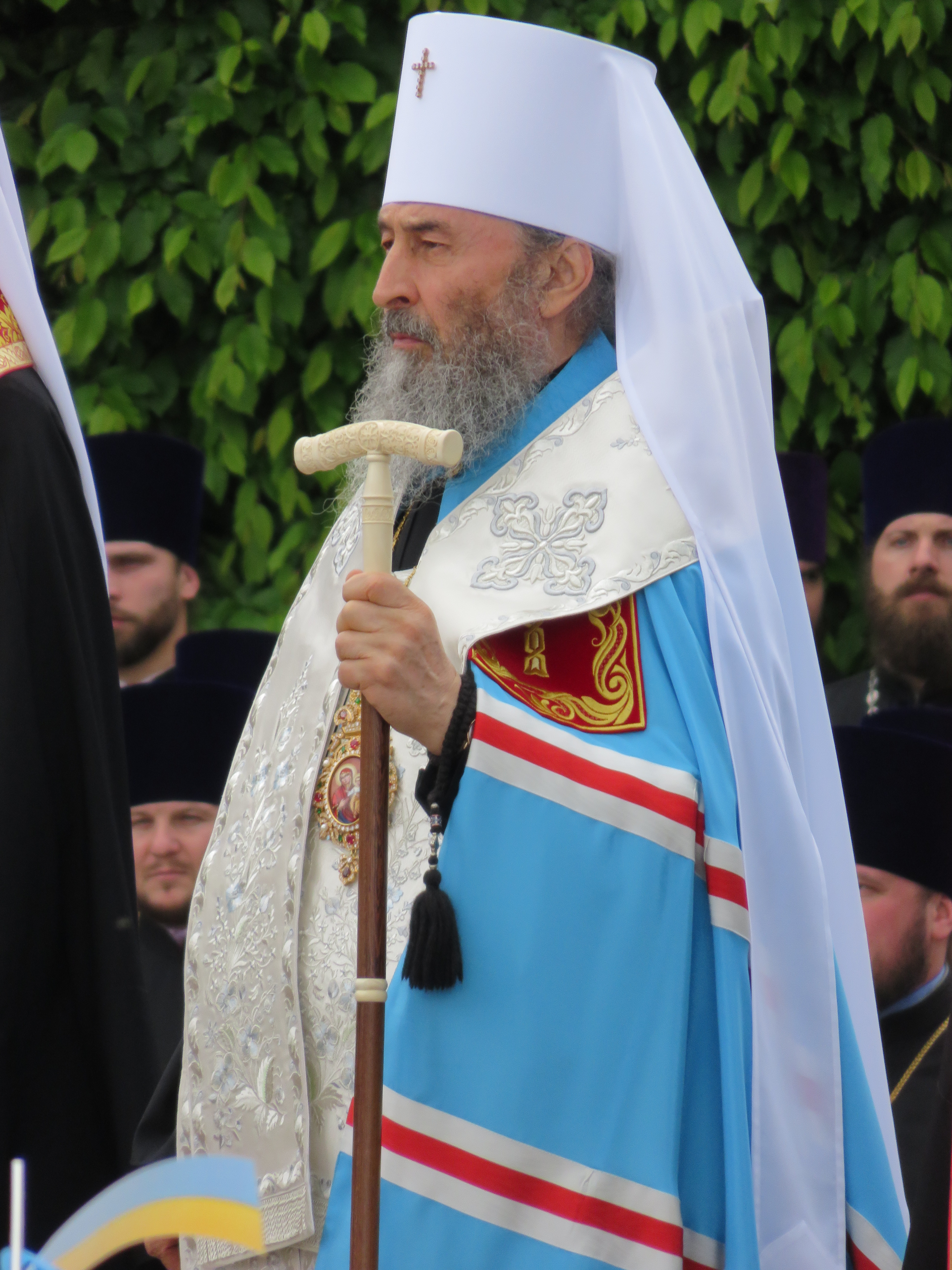
Metropolita Onufij, v úřadu od roku 2014.

Toto je seznam ruských a ukrajinských pravoslavných metropolitů kyjevských:

## Seznam metropolitů

### Kyjevská metropole
- Michael (988 – dříve než 1018) svatořečený
- Ioann I. (dříve než 1018 – okolo 1030)
- Feopempt (okolo 1035 – 40. léta 11. století)
- Kirill I. (mezi 1039 a 1051)
- Ilarion (1051–1054) svatořečený
- Jefrem (1054/1055 – okolo 1065)
- Georgij (okolo 1065 – okolo 1076)
- Ioann II. (1076/1077 – po srpnu 1089)
- Ioann III. (1090 – dříve než 14. srpna 1091)
- Nikolaj (okolo 1093 – dříve než 1104)
- Nikifor I. (1104–1121)
- Nikita (1122–1126)
- Michail II. (1130–1145)
- Kliment Smoljatič (1147–1155)
- Konstantin I. (1156–1158/1159) svatořečený
- Feodor (1160–1163)
- Ioann IV. (1164–1166)
- Konstantin II. (1167–1169/1170)
- Michail III. (1171–?)
- Nikifor II. (dříve než 1183 – po roce 1201)
- Matfej (dříve než 1210 – 1220)
- Kirill II. (1124/1225–1233)
- Iosif (1242/1247–?)
- Kirill II. (1242/1247–1281)
- Maxim (1283–1305) svatořečený

### Kyjevská metropole ve Vladimiru od 1299
- Maxim (1283–1305)
- Petr (1308–1326) svatořečený

### Kyjevská metropole v Moskvě od 1325
- 1328–1353 Feognost svatořečený
- 1354–1378 Alexij svatořečený
- 1379–1379 Michail
- 1381–1383 Kiprian svatořečený
- 1382–1384 Pimen
- 1383–1385 Dionisij svatořečený
- 1390–1406 Kiprian podruhé
- 1408–1431 Fotij svatořečený
- 1433–1435 Gerasim
- 1437–1442 Isidor
- 1448–1461 Iona svatořečený

### Kyjevská metropole ve Vilně
- 1458–1473 Grigorij Bulhar
- 1475–1480 Misail
- 1479–1481 Spiridon
- 1481–1488 Simeon
- 1492–1494 Iona
- 1495–1497 Makarij I.
- 1498–1450 Iosif Bolgarinovič
- 1503–1507 Iona II.
- 1507–1521 Iosif II. Soltan
- 1522–1534 Iosif III. Rusin
- 1534–1556 Makarij II. Moskvitjanin
- 1556–1567 Silvestr (Belkevič)
- 1568–1576 Iona (Protasevič)
- 1577–1579 Ilija (Kuča)
- 1579–1589 Onisifor (Děvočka)
- 1589–1596 Michail Rahoza

### Kyjevská metropole v Kyjevě
- 1620–1631 Jov (Boreckyj) svatořečený
- 1631–1640 Isaja (Kopynskyj)
- 1632–1647 Petru (Movilă) svatořečený
- 1648–1657 Silvestr (Kosov)
- 1658–1663 Dionisij (Balaban)
- 1663–1675 Iosif (Něljubovič-Tukalskij)
- 1676–1679 Antonij (Vynnyckyj)
- 1685–1686 Gedeon (Svjatopolk-Četvertynskyj)

### Eparchie kyjevská Moskevského patriarchátu
- 1685–1690 Gedeon (Svjatopolk-Četvertynskyj)
- 1690–1707 Varlaam (Jasynskyj)
- 1708–1718 Ioasaf (Krokovskij)
- 1722–1730 Varlaam (Vanatovyč)
- 1731–1747 Rafajil (Zaborovskyj)
- 1748–1757 Tymofij (Ščerbackyj)
- 1757–1770 Arsenij (Mohyljanskyj)
- 1770–1783 Gavryjil (Kremeneckyj)
  - 1783–1783 Ilarion (Kondratkovskij) dočasný správce
- 1783–1796 Samujil (Myslavskyj)
- 1796–1799 Jerofej (Malyckyj)
- 1799–1803 Gavriil (Bănulescu-Bodoni) svatořečený
- 1803–1822 Serapion (Alexandrovskij)
- 1822–1837 Jevgenij (Bolchovitinov)
- 1837–1857 Filaret (Amfitěatrov) svatořečený
- 1858–1860 Isidor (Nikolskij)
- 1860–1876 Arsenij (Moskvin)
- 1876–1882 Filofej (Uspenskij)
- 1882–1891 Platon (Goroděckij)
- 1891–1900 Ioannikij (Rudněv) svatořečený
  - 1900–1900 Silvestr (Malevanskyj) dočasný správce, svatořečený
- 1900–1903 Feognost (Lebeděv)
- 1903–1915 Flavian (Goroděckij)
- 1915–1918 Vladimir (Bogojavlenskij) svatořečený mučedník
  - 1918–1918 Nikodim (Krotkov) dočasný správce, svatořečený mučedník

### Kyjevská eparchie Ukrajinského exarchátu
- 1918–1919 Antonij (Chrapovickij)
  - 1919–1921 Nazarij (Blinov) dočasný správce
  - 1921–1922 Michail (Jermakov) dočasný správce
  - 1923–1923 Vasyl (Bohdaševskyj) dočasný správce, svatořečený vyznavač
  - 1923–1924 Makarij (Karmazin) dočasný správce, svatořečený mučedník
- 1927–1929 Michail (Jermakov)
  - 1925–1925 Sergij (Kuminskij) dočasný správce
  - 1925–1928 Georgij (Delijev) dočasný správce
- 1930–1932 Dymytrij (Verbyckyj)
- 1932–1934 Sergij (Grišin)
- 1934–1937 Kostjantyn (Djakov) svatořečený mučedník
  - 1937–1938 Olexandr (Petrovskyj) dočasný správce, svatořečený mučedník
- 1941–1944 Nikolaj (Jaruševič)
  - 1941–1943 Pantelejmon (Rudyk) dočasný správce
- 1944–1964 Ioann (Sokolov)
- 1964–1966 Ioasaf (Leljuchin)
  - 1966–1966 Alipij (Chotovyckyj) dočasný správce
- 1966–1990 Filaret (Denysenko)

### Eparchie kyjevská Ukrajinské pravoslavné církve
- 1990–1992 Filaret (Denysenko)
  - 1992–1992 Nykodym (Rusnak) dočasný správce
- 1992–2014 Volodymyr (Sabodan)
- od 2014 Onufrij (Berezovskyj)